# Slättängs landsfiskalsdistrikt
Slättängs landsfiskalsdistrikt var 1918-1951 ett landsfiskalsdistrikt i Skaraborgs län, bildat när Sveriges indelning i landsfiskalsdistrikt trädde i kraft den 1 januari 1918, enligt beslut den 7 september 1917. När Sveriges nya indelning i landsfiskalsdistrikt trädde i kraft den 1 januari 1952 (enligt kungörelsen 1 juni 1951) upplöstes distriktet och dess område delades mellan landsfiskalsdistrikten Tidaholm och Vartofta.
Landsfiskalsdistriktet låg under länsstyrelsen i Skaraborgs län.

## Ingående områden
1 januari 1932 (enligt beslut den 16 juni 1931) överfördes den del av Kölingareds landskommun som låg i Vartofta härad till Älvsborgs län, Redvägs härad och Redvägs landsfiskalsdistrikt. När Sveriges nya indelning i landsfiskalsdistrikt trädde i kraft den 1 oktober 1941 (enligt kungörelsen den 28 juni 1941) införlivades kommunerna Dimbo, Hångsdala, Härja, Kymbo, Ottravad, Skörstorp, Suntak, Utvängstorp, Valstad, Vättak och Östra Gerum från det upphörda Dimbo landsfiskalsdistrikt.

### Från 1918
Vartofta härad:
- Bjurbäcks landskommun
- Gustav Adolfs landskommun
- Habo landskommun
- Del av Kölingareds landskommun: Den del av Kölingared som låg i Skaraborgs län.[2]
- Nykyrka landskommun
- Sandhems landskommun

### Från 1932
Vartofta härad:
- Bjurbäcks landskommun
- Gustav Adolfs landskommun
- Habo landskommun
- Nykyrka landskommun
- Sandhems landskommun

### Från 1 oktober 1941
Vartofta härad:
- Bjurbäcks landskommun
- Dimbo landskommun
- Gustav Adolfs landskommun
- Habo landskommun
- Hångsdala landskommun
- Härja landskommun
- Kymbo landskommun
- Nykyrka landskommun
- Ottravads landskommun
- Sandhems landskommun
- Skörstorps landskommun
- Suntaks landskommun
- Utvängstorps landskommun
- Valstads landskommun
- Vättaks landskommun
- Östra Gerums landskommun